# Liste der Weltmeister in der Nordischen Kombination

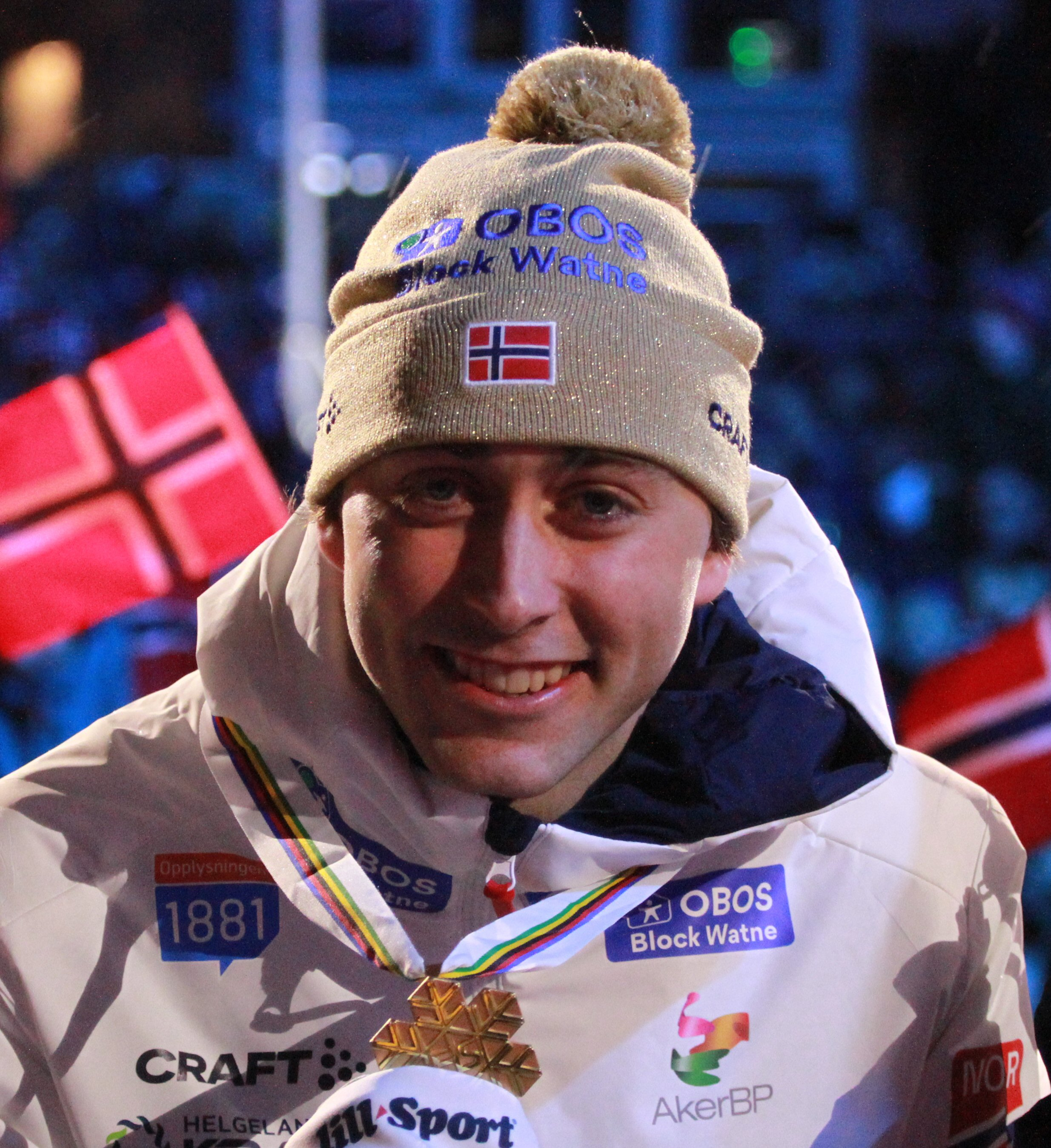
Rekordweltmeister Jarl Magnus Riiber (2025)

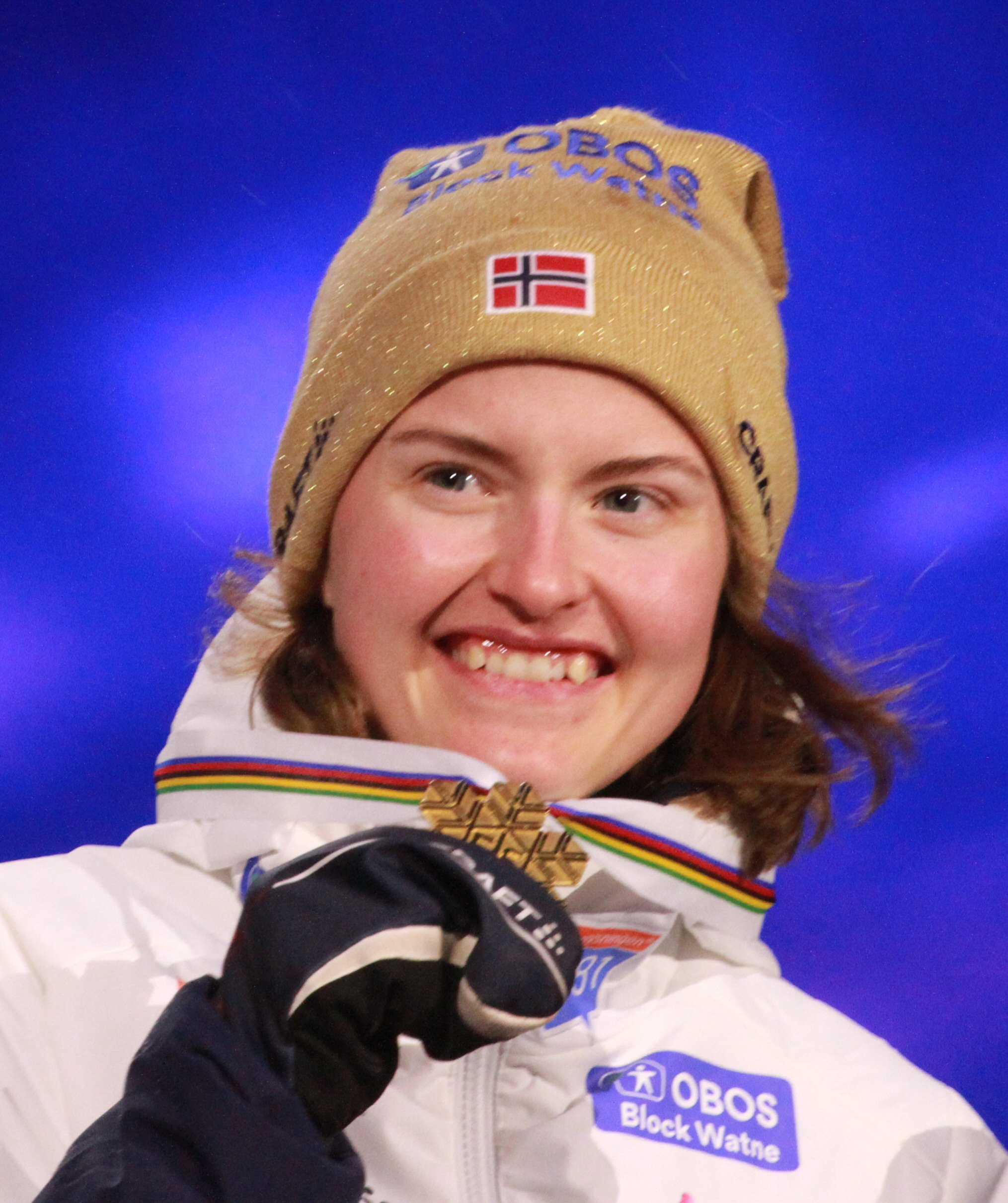
Rekordweltmeisterin der Frauen Gyda Westvold Hansen (2025)

Die Liste der Weltmeister in der Nordischen Kombination listet alle Sieger sowie die Zweit- und Drittplatzierten bei den Nordischen Skiweltmeisterschaften in der Nordischen Kombination auf. Berücksichtigt wurden die Ergebnisse von den 1. Nordischen Ski-Skiweltmeisterschaften 1924 (gleichbedeutend mit den I. Olympischen Winterspielen) bis zu den 54. Nordischen Ski-Skiweltmeisterschaften 2023. Von 1924 bis 1980 zählten die Wettbewerbe bei den Olympischen Winterspielen ebenfalls als Weltmeisterschaften. Im weiteren Teil werden alle Nordischen Kombinierer, die mindestens einmal Weltmeister waren, aufgelistet. Es werden der Zeitraum, in dem der Athlet die Medaillen gewonnen hat, die Silber- und Bronzemedaillen sowie die Gesamtanzahl der Medaillen angegeben. In weiteren Listen werden die Nationenwertung und eine Siegerliste dargestellt.
Mit acht Goldmedaillen hat der Norweger Jarl Magnus Riiber die meisten Siege bei Weltmeisterschaften errungen, danach folgen die beiden Deutschen Eric Frenzel und Johannes Rydzek mit sieben und sechs Weltmeistertiteln. Die meisten Erfolge in Einzelwettbewerben haben mit jeweils vier Siegen Jarl Magnus Riiber, der Deutsche Ronny Ackermann, der Norweger Johan Grøttumsbråten sowie der für die DDR startende Ulrich Wehling feiern können. Der fleißigste WM-Medaillensammler unter den Kombinierern ist Eric Frenzel mit 18 Medaillen.
Seit 2021 werden ebenfalls Weltmeisterschaften für Frauen ausgerichtet. Die erfolgreichste Athletin ist die Norwegerin Gyda Westvold Hansen mit drei Siegen, zwei Einzelsiegen und insgesamt drei Medaillen.
In der Nationenwertung führt Norwegen vor Deutschland und Österreich.

## Wettbewerbe

### Männer

#### Einzel (Normalschanze)
| Jahr | Austragungsort         | Sieger               | Zweiter             | Dritter                   |
| ---- | ---------------------- | -------------------- | ------------------- | ------------------------- |
| 1924 | Chamonix               | Thorleif Haug        | Thoralf Strømstad   | Johan Grøttumsbråten      |
| 1925 | Johannisbad            | Otakar Německý       | Josef Adolf         | Xaver Affentranger        |
| 1926 | Lahti                  | Johan Grøttumsbråten | Thorleif Haug       | Einar Landvik             |
| 1927 | Cortina d’Ampezzo      | Rudolf Burkert       | Otakar Německý      | František Wende           |
| 1928 | St. Moritz             | Johan Grøttumsbråten | Hans Vinjarengen    | Jon Snersrud              |
| 1929 | Zakopane               | Hans Vinjarengen     | Ole Stenen          | Esko Järvinen             |
| 1930 | Oslo                   | Hans Vinjarengen     | Leif Skagnæs        | Knut Lunde                |
| 1931 | Oberhof                | Johan Grøttumsbråten | Sverre Kolterud     | Arne Rustadstuen          |
| 1932 | Lake Placid            | Johan Grøttumsbråten | Ole Stenen          | Hans Vinjarengen          |
| 1933 | Innsbruck              | Sven Selånger        | Antonín Bartoň      | Harald Bosio              |
| 1934 | Sollefteå              | Oddbjørn Hagen       | Sverre Kolterud     | Hans Vinjarengen          |
| 1935 | Vysoké Tatry           | Oddbjørn Hagen       | Lauri Valonen       | Wilhelm Bogner            |
| 1936 | Garmisch-Partenkirchen | Oddbjørn Hagen       | Olaf Hoffsbakken    | Sverre Brodahl            |
| 1937 | Chamonix               | Sigurd Røen          | Rolf Kaarby         | Aarne Valkama             |
| 1938 | Lahti                  | Olaf Hoffsbakken     | John Westbergh      | Hans Vinjarengen          |
| 1939 | Zakopane               | Gustl Berauer        | Gustav Adolf Sellin | Magnar Fosseide           |
| 1948 | St. Moritz             | Heikki Hasu          | Martti Huhtala      | Sven Israelsson           |
| 1950 | Lake Placid            | Heikki Hasu          | Ottar Gjermundshaug | Simon Slåttvik            |
| 1952 | Oslo                   | Simon Slåttvik       | Heikki Hasu         | Sverre Stenersen          |
| 1954 | Falun                  | Sverre Stenersen     | Gunder Gundersen    | Kjetil Mårdalen           |
| 1956 | Cortina d’Ampezzo      | Sverre Stenersen     | Bengt Eriksson      | Franciszek Gąsienica Groń |
| 1958 | Lahti                  | Paavo Korhonen       | Sverre Stenersen    | Gunder Gundersen          |
| 1960 | Squaw Valley           | Georg Thoma          | Tormod Knutsen      | Nikolai Gussakow          |
| 1962 | Zakopane               | Arne Larsen          | Dmitri Kotschkin    | Ole Henrik Fagerås        |
| 1964 | Innsbruck              | Tormod Knutsen       | Nikolai Kisseljow   | Georg Thoma               |
| 1966 | Oslo                   | Georg Thoma          | Franz Keller        | Alois Kälin               |
| 1968 | Grenoble               | Franz Keller         | Alois Kälin         | Andreas Kunz              |
| 1970 | Vysoké Tatry           | Ladislav Rygl        | Nikolai Nogowizyn   | Wjatscheslaw Drjagin      |
| 1972 | Sapporo                | Ulrich Wehling       | Rauno Miettinen     | Karl-Heinz Luck           |
| 1974 | Falun                  | Ulrich Wehling       | Günter Deckert      | Stefan Hula               |
| 1976 | Innsbruck              | Ulrich Wehling       | Urban Hettich       | Konrad Winkler            |
| 1978 | Lahti                  | Konrad Winkler       | Rauno Miettinen     | Ulrich Wehling            |
| 1980 | Lake Placid            | Ulrich Wehling       | Jouko Karjalainen   | Konrad Winkler            |
| 1982 | Oslo                   | Tom Sandberg         | Konrad Winkler      | Uwe Dotzauer              |
| 1985 | Seefeld                | Hermann Weinbuch     | Geir Andersen       | Jouko Karjalainen         |
| 1987 | Oberstdorf             | Torbjørn Løkken      | Trond Arne Bredesen | Hermann Weinbuch          |
| 1989 | Lahti                  | Trond Einar Elden    | Andrei Dundukow     | Trond Arne Bredesen       |
| 1991 | Val di Fiemme          | Fred Børre Lundberg  | Klaus Sulzenbacher  | Klaus Ofner               |
| 1993 | Falun                  | Kenji Ogiwara        | Knut Tore Apeland   | Trond Einar Elden         |
| 1995 | Thunder Bay            | Fred Børre Lundberg  | Jari Mantila        | Sylvain Guillaume         |
| 1997 | Trondheim              | Kenji Ogiwara        | Bjarte Engen Vik    | Fabrice Guy               |
| 1999 | Ramsau                 | Bjarte Engen Vik     | Samppa Lajunen      | Dmitri Sinizyn            |
| 2001 | Lahti                  | Bjarte Engen Vik     | Samppa Lajunen      | Felix Gottwald            |
| 2003 | Val di Fiemme          | Ronny Ackermann      | Felix Gottwald      | Samppa Lajunen            |
| 2005 | Oberstdorf             | Ronny Ackermann      | Björn Kircheisen    | Felix Gottwald            |
| 2007 | Sapporo                | Ronny Ackermann      | Bill Demong         | Anssi Koivuranta          |
| 2009 | Liberec                | Todd Lodwick         | Jan Schmid          | Bill Demong               |
| 2011 | Oslo                   | Eric Frenzel         | Tino Edelmann       | Felix Gottwald            |
| 2013 | Val di Fiemme          | Jason Lamy Chappuis  | Mario Stecher       | Björn Kircheisen          |
| 2015 | Falun                  | Johannes Rydzek      | Alessandro Pittin   | Jason Lamy Chappuis       |
| 2017 | Lahti                  | Johannes Rydzek      | Eric Frenzel        | Björn Kircheisen          |
| 2019 | Seefeld                | Jarl Magnus Riiber   | Bernhard Gruber     | Akito Watabe              |
| 2021 | Oberstdorf             | Jarl Magnus Riiber   | Ilkka Herola        | Jens Lurås Oftebro        |
| 2023 | Planica                | Jarl Magnus Riiber   | Julian Schmid       | Franz-Josef Rehrl         |
| 2025 | Trondheim              | Jarl Magnus Riiber   | Jens Lurås Oftebro  | Vinzenz Geiger            |

#### Einzel (Großschanze)
| Jahr | Austragungsort | Sieger              | Zweiter            | Dritter             |
| ---- | -------------- | ------------------- | ------------------ | ------------------- |
| 1999 | Ramsau         | Bjarte Engen Vik    | Mario Stecher      | Kenji Ogiwara       |
| 2001 | Lahti          | Marko Baacke        | Samppa Lajunen     | Ronny Ackermann     |
| 2003 | Val di Fiemme  | Johnny Spillane     | Ronny Ackermann    | Felix Gottwald      |
| 2005 | Oberstdorf     | Ronny Ackermann     | Magnus Moan        | Kristian Hammer     |
| 2007 | Sapporo        | Hannu Manninen      | Magnus Moan        | Björn Kircheisen    |
| 2009 | Liberec        | Bill Demong         | Björn Kircheisen   | Jason Lamy Chappuis |
| 2011 | Oslo           | Jason Lamy Chappuis | Johannes Rydzek    | Eric Frenzel        |
| 2013 | Val di Fiemme  | Eric Frenzel        | Bernhard Gruber    | Jason Lamy Chappuis |
| 2015 | Falun          | Bernhard Gruber     | François Braud     | Johannes Rydzek     |
| 2017 | Lahti          | Johannes Rydzek     | Akito Watabe       | François Braud      |
| 2019 | Seefeld        | Eric Frenzel        | Jan Schmid         | Franz-Josef Rehrl   |
| 2021 | Oberstdorf     | Johannes Lamparter  | Jarl Magnus Riiber | Akito Watabe        |
| 2023 | Planica        | Jarl Magnus Riiber  | Jens Lurås Oftebro | Johannes Lamparter  |
| 2025 | Trondheim      | Jarl Magnus Riiber  | Jørgen Graabak     | Vinzenz Geiger      |

#### Massenstart
| Jahr | Austragungsort | Sieger       | Zweiter       | Dritter             |
| ---- | -------------- | ------------ | ------------- | ------------------- |
| 2009 | Liberec        | Todd Lodwick | Tino Edelmann | Jason Lamy Chappuis |

#### Team
| Jahr | Austragungsort | Austragungsort         | Sieger                                                                         | Zweiter | Dritter                                                                        |
| ---- | -------------- | ---------------------- | ------------------------------------------------------------------------------ | --- | ------------------------------------------------------------------------------ |
| 1982 | Oslo           | Normalschanze          | DDRUwe Dotzauer Gunter Schmieder Konrad Winkler                                | FinnlandJouko Karjalainen Rauno Miettinen Jorma Etelälahti NorwegenHallstein Bøgseth Espen Andersen Tom Sandberg | –                                                                              |
| 1984 | Rovaniemi      | Normalschanze          | NorwegenGeir Andersen Hallstein Bøgseth Tom Sandberg                           | FinnlandRauno Miettinen Jukka Ylipulli Jouko Karjalainen                                                         | SowjetunionOleksandr Proswirnin Alexander Majorow Ildar Garifullin             |
| 1985 | Seefeld        | Normalschanze          | BR DeutschlandThomas Müller Hubert Schwarz Hermann Weinbuch                    | NorwegenGeir Andersen Espen Andersen Hallstein Bøgseth                                                           | FinnlandJyri Pelkonen Jukka Ylipulli Jouko Karjalainen                         |
| 1987 | Oberstdorf     | Normalschanze          | BR DeutschlandHermann Weinbuch Hans-Peter Pohl Thomas Müller                   | NorwegenHallstein Bøgseth Trond Arne Bredesen Torbjørn Løkken                                                    | SowjetunionSergei Tscherwjakow Andrei Dundukow Allar Levandi                   |
| 1989 | Lahti          | Normalschanze          | NorwegenTrond Einar Elden Trond Arne Bredesen Bård Jørgen Elden                | SchweizAndreas Schaad Hippolyt Kempf Fredy Glanzmann                                                             | DDRRalph Leonhardt Bernd Blechschmidt Thomas Abratis                           |
| 1991 | Val di Fiemme  | Normalschanze          | ÖsterreichGünter Csar Klaus Ofner Klaus Sulzenbacher                           | FrankreichFrancis Repellin Xavier Girard Fabrice Guy                                                             | JapanReiichi Mikata Masashi Abe Kazuoki Kodama                                 |
| 1993 | Falun          | Normalschanze          | JapanTakanori Kōno Masashi Abe Kenji Ogiwara                                   | NorwegenTrond Einar Elden Knut Tore Apeland Fred Børre Lundberg                                                  | DeutschlandThomas Dufter Jens Deimel Hans-Peter Pohl                           |
| 1995 | Thunder Bay    | Normalschanze          | JapanMasashi Abe Tsugiharu Ogiwara Kenji Ogiwara Takanori Kōno                 | NorwegenHalldor Skard Bjarte Engen Vik Knut Tore Apeland Fred Børre Lundberg                                     | SchweizMarkus Wüst Armin Krügel Stefan Wittwer Jean-Yves Cuendet               |
| 1997 | Trondheim      | Normalschanze          | NorwegenHalldor Skard Bjarte Engen Vik Knut Tore Apeland Fred Børre Lundberg   | FinnlandJari Mantila Tapio Nurmela Samppa Lajunen Hannu Manninen                                                 | ÖsterreichChristoph Eugen Felix Gottwald Mario Stecher Robert Stadelmann       |
| 1999 | Ramsau         | Normalschanze          | FinnlandHannu Manninen Tapio Nurmela Jari Mantila Samppa Lajunen               | NorwegenFred Børre Lundberg Trond Einar Elden Bjarte Engen Vik Kenneth Braaten                                   | RusslandNikolai Parfjonow Alexei Fadejew Waleri Stoljarow Dmitri Sinizyn       |
| 2001 | Lahti          | Normalschanze          | NorwegenKenneth Braaten Sverre Rotevatn Bjarte Engen Vik Kristian Hammer       | ÖsterreichChristoph Eugen Mario Stecher David Kreiner Felix Gottwald                                             | FinnlandJari Mantila Hannu Manninen Jaakko Tallus Samppa Lajunen               |
| 2003 | Val di Fiemme  | Normalschanze          | ÖsterreichMichael Gruber Wilhelm Denifl Christoph Bieler Felix Gottwald        | DeutschlandThorsten Schmitt Georg Hettich Björn Kircheisen Ronny Ackermann                                       | FinnlandHannu Manninen Jouni Kaitainen Jaakko Tallus Samppa Lajunen            |
| 2005 | Oberstdorf     | Großschanze            | NorwegenPetter Tande Håvard Klemetsen Magnus Moan Kristian Hammer              | DeutschlandSebastian Haseney Georg Hettich Björn Kircheisen Ronny Ackermann                                      | ÖsterreichMichael Gruber Christoph Bieler David Kreiner Felix Gottwald         |
| 2007 | Sapporo        | Großschanze            | FinnlandAnssi Koivuranta Janne Ryynänen Jaakko Tallus Hannu Manninen           | DeutschlandSebastian Haseney Ronny Ackermann Tino Edelmann Björn Kircheisen                                      | NorwegenHåvard Klemetsen Espen Rian Petter Tande Magnus Moan                   |
| 2009 | Liberec        | Großschanze            | JapanYūsuke Minato Taihei Katō Akito Watabe Norihito Kobayashi                 | DeutschlandEric Frenzel Ronny Ackermann Tino Edelmann Björn Kircheisen                                           | NorwegenMikko Kokslien Jan Schmid Petter Tande Magnus Moan                     |
| 2011 | Oslo           | Normalschanze          | ÖsterreichDavid Kreiner Bernhard Gruber Felix Gottwald Mario Stecher           | DeutschlandJohannes Rydzek Eric Frenzel Björn Kircheisen Tino Edelmann                                           | NorwegenMikko Kokslien Håvard Klemetsen Jan Schmid Magnus Moan                 |
| 2011 | Oslo           | Großschanze            | ÖsterreichDavid Kreiner Bernhard Gruber Felix Gottwald Mario Stecher           | DeutschlandJohannes Rydzek Eric Frenzel Björn Kircheisen Tino Edelmann                                           | NorwegenMikko Kokslien Håvard Klemetsen Jan Schmid Magnus Moan                 |
| 2013 | Val di Fiemme  | Normalschanze          | FrankreichFrançois Braud Maxime Laheurte Sébastien Lacroix Jason Lamy Chappuis | NorwegenJørgen Graabak Håvard Klemetsen Magnus Krog Magnus Moan                                                  | Vereinigte StaatenTaylor Fletcher Bryan Fletcher Todd Lodwick Bill Demong      |
| 2013 | Val di Fiemme  | Teamsprint Großschanze | FrankreichSébastien Lacroix Jason Lamy Chappuis                                | ÖsterreichWilhelm Denifl Bernhard Gruber                                                                         | DeutschlandTino Edelmann Eric Frenzel                                          |
| 2015 | Falun          | Normalschanze          | DeutschlandTino Edelmann Eric Frenzel Fabian Rießle Johannes Rydzek            | NorwegenMagnus Moan Håvard Klemetsen Jørgen Graabak Mikko Kokslien                                               | FrankreichFrançois Braud Maxime Laheurte Sébastien Lacroix Jason Lamy Chappuis |
| 2015 | Falun          | Teamsprint Großschanze | FrankreichFrançois Braud Jason Lamy Chappuis                                   | DeutschlandEric Frenzel Johannes Rydzek                                                                          | NorwegenMagnus Moan Håvard Klemetsen                                           |
| 2017 | Lahti          | Normalschanze          | DeutschlandEric Frenzel Björn Kircheisen Fabian Rießle Johannes Rydzek         | NorwegenMagnus Moan Magnus Krog Mikko Kokslien Jørgen Graabak                                                    | ÖsterreichBernhard Gruber Mario Seidl Philipp Orter Paul Gerstgraser           |
| 2017 | Lahti          | Teamsprint Großschanze | DeutschlandEric Frenzel Johannes Rydzek                                        | NorwegenMagnus Moan Magnus Krog                                                                                  | JapanAkito Watabe Yoshito Watabe                                               |
| 2019 | Seefeld        | Normalschanze          | NorwegenEspen Bjørnstad Jan Schmid Jørgen Graabak Jarl Magnus Riiber           | DeutschlandJohannes Rydzek Eric Frenzel Fabian Rießle Vinzenz Geiger                                             | ÖsterreichBernhard Gruber Mario Seidl Franz-Josef Rehrl Lukas Klapfer          |
| 2019 | Seefeld        | Teamsprint Großschanze | DeutschlandEric Frenzel Fabian Rießle                                          | NorwegenJan Schmid Jarl Magnus Riiber                                                                            | ÖsterreichFranz-Josef Rehrl Bernhard Gruber                                    |
| 2021 | Oberstdorf     | Normalschanze          | NorwegenEspen Bjørnstad Jørgen Graabak Jens Lurås Oftebro Jarl Magnus Riiber   | DeutschlandTerence Weber Fabian Rießle Eric Frenzel Vinzenz Geiger                                               | ÖsterreichJohannes Lamparter Lukas Klapfer Mario Seidl Lukas Greiderer         |
| 2021 | Oberstdorf     | Teamsprint Großschanze | ÖsterreichJohannes Lamparter Lukas Greiderer                                   | NorwegenEspen Andersen Jarl Magnus Riiber                                                                        | DeutschlandFabian Rießle Eric Frenzel                                          |
| 2023 | Planica        | Großschanze            | NorwegenEspen Andersen Jens Lurås Oftebro Jørgen Graabak Jarl Magnus Riiber    | DeutschlandEric Frenzel Vinzenz Geiger Johannes Rydzek Julian Schmid                                             | ÖsterreichMartin Fritz Lukas Greiderer Stefan Rettenegger Johannes Lamparter   |
| 2025 | Trondheim      | Großschanze            | DeutschlandJohannes Rydzek Wendelin Thannheimer Julian Schmid Vinzenz Geiger   | ÖsterreichJohannes Lamparter Franz-Josef Rehrl Martin Fritz Fabio Obermeyr                                       | NorwegenSimen Tiller Jørgen Graabak Jens Lurås Oftebro Jarl Magnus Riiber      |

### Frauen

#### Einzel (Normalschanze)
| Jahr | Austragungsort | Siegerin             | Zweite              | Dritte            |
| ---- | -------------- | -------------------- | ------------------- | ----------------- |
| 2021 | Oberstdorf     | Gyda Westvold Hansen | Mari Leinan Lund    | Marte Leinan Lund |
| 2023 | Planica        | Gyda Westvold Hansen | Nathalie Armbruster | Haruka Kasai      |
| 2025 | Trondheim      | Gyda Westvold Hansen | Ida Marie Hagen     | Lisa Hirner       |

#### Massenstart
| Jahr | Austragungsort | Siegerin   | Zweite               | Dritte       |
| ---- | -------------- | ---------- | -------------------- | ------------ |
| 2025 | Trondheim      | Yuna Kasai | Gyda Westvold Hansen | Haruka Kasai |

## Mixed-Team
| Jahr | Austragungsort | Austragungsort | Sieger                                                                             | Zweiter                                                                 | Dritter                                                                     |
| ---- | -------------- | -------------- | ---------------------------------------------------------------------------------- | ----------------------------------------------------------------------- | --------------------------------------------------------------------------- |
| 2023 | Planica        | Normalschanze  | NorwegenJens Lurås Oftebro Ida Marie Hagen Gyda Westvold Hansen Jarl Magnus Riiber | DeutschlandVinzenz Geiger Jenny Nowak Nathalie Armbruster Julian Schmid | ÖsterreichStefan Rettenegger Annalena Slamik Lisa Hirner Johannes Lamparter |
| 2025 | Trondheim      | Normalschanze  | NorwegenJens Lurås Oftebro Gyda Westvold Hansen Ida Marie Hagen Jarl Magnus Riiber | DeutschlandJulian Schmid Jenny Nowak Nathalie Armbruster Vinzenz Geiger | ÖsterreichStefan Rettenegger Claudia Purker Lisa Hirner Johannes Lamparter  |

## Gesamt
Stand: 4. März 2023, (nach Beendigung der WM 2023 in Planica)
1. Platz: Reihenfolge der Athleten: Diese wird durch die errungene Anzahl der Goldmedaillen bestimmt. Bei gleicher Anzahl wird die Anzahl der Silbermedaillen verglichen, danach die der Bronzemedaillen. Bei weiterer Gleichheit, wird die Anzahl der Goldmedaillen in Einzel-Wettbewerben für die Listen-Platzierung herangezogen.
2. Name: Name des Athleten.
3. Land: Das Land, für das der Athlet startete.
4. von: Das Jahr, in dem der Athlet die erste WM-Medaille gewonnen hat.
5. bis: Das Jahr, in dem der Athlet die letzte WM-Medaille gewonnen hat.
6. Gold: Anzahl der gewonnenen Goldmedaillen.
7. Einzel-Gold: Anzahl der Goldmedaillen, die in einer Individualdisziplin gewonnen wurden.
8. Silber: Anzahl der gewonnenen Silbermedaillen.
9. Bronze: Anzahl der gewonnenen Bronzemedaillen.
10. Gesamt: Anzahl aller gewonnenen Medaillen.

### Rangliste Männer
91 Athleten: (in Fettschrift: noch aktiv)
| Platz | Name                 | Land               | von  | bis  | Gold | Einzel- Gold | Silber | Bronze | Gesamt |
| ----- | -------------------- | ------------------ | ---- | ---- | ---- | ------------ | ------ | ------ | ------ |
| 01.   | Jarl Magnus Riiber   | Norwegen           | 2019 | 2023 | 8    | ( 4 )        | 3      | –      | 11     |
| 02.   | Eric Frenzel         | Deutschland        | 2009 | 2023 | 7    | ( 3 )        | 8      | 3      | 18     |
| 03.   | Johannes Rydzek      | Deutschland        | 2011 | 2023 | 6    | ( 3 )        | 6      | 1      | 13     |
| 04.   | Bjarte Engen Vik     | Norwegen           | 1995 | 2001 | 5    | ( 3 )        | 3      | –      | 8      |
| 05.   | Jason Lamy Chappuis  | Frankreich         | 2007 | 2015 | 5    | ( 2 )        | –      | 5      | 10     |
| 06.   | Ronny Ackermann      | Deutschland        | 2001 | 2009 | 4    | ( 4 )        | 5      | 1      | 10     |
| 07.   | Johan Grøttumsbråten | Norwegen           | 1924 | 1932 | 4    | ( 4 )        | –      | 1      | 5      |
| 07.   | Ulrich Wehling       | DDR                | 1972 | 1980 | 4    | ( 4 )        | –      | 1      | 5      |
| 09.   | Kenji Ogiwara        | Japan              | 1993 | 1999 | 4    | ( 2 )        | –      | 1      | 5      |
| 010.  | Bernhard Gruber      | Österreich         | 2011 | 2019 | 3    | ( 1 )        | 3      | 3      | 9      |
| 011.  | Fred Børre Lundberg  | Norwegen           | 1991 | 1999 | 3    | ( 2 )        | 3      | –      | 6      |
| 012.  | Jørgen Graabak       | Norwegen           | 2013 | 2023 | 3    | ( – )        | 3      | –      | 6      |
| 013.  | Felix Gottwald       | Österreich         | 1997 | 2011 | 3    | ( – )        | 2      | 6      | 11     |
| 014.  | Fabian Rießle        | Deutschland        | 2015 | 2021 | 3    | ( – )        | 2      | 1      | 6      |
| 015.  | Hannu Manninen       | Finnland           | 1997 | 2007 | 3    | ( 1 )        | 1      | 2      | 6      |
| 016.  | Jens Lurås Oftebro   | Norwegen           | 2021 | 2023 | 3    | ( – )        | 1      | 1      | 5      |
| 017.  | Hermann Weinbuch     | BRD                | 1985 | 1987 | 3    | ( 1 )        | –      | 1      | 4      |
| 018.  | Oddbjørn Hagen       | Norwegen           | 1934 | 1936 | 3    | ( 3 )        | –      | –      | 3      |
| 019.  | Mario Stecher        | Österreich         | 1997 | 2013 | 2    | ( – )        | 3      | 1      | 6      |
| 020.  | Trond Einar Elden    | Norwegen           | 1989 | 1999 | 2    | ( 1 )        | 2      | 1      | 5      |
| 021.  | Hans Vinjarengen     | Norwegen           | 1928 | 1938 | 2    | ( 2 )        | 1      | 3      | 6      |
| 022.  | Konrad Winkler       | DDR                | 1978 | 1982 | 2    | ( 1 )        | 1      | 2      | 5      |
| 023.  | François Braud       | Frankreich         | 2013 | 2017 | 2    | ( – )        | 1      | 2      | 5      |
| 024.  | Sverre Stenersen     | Norwegen           | 1952 | 1958 | 2    | ( 2 )        | 1      | 1      | 4      |
| 025.  | David Kreiner        | Österreich         | 2001 | 2011 | 2    | ( – )        | 1      | 1      | 4      |
| 026.  | Heikki Hasu          | Finnland           | 1948 | 1952 | 2    | ( 2 )        | 1      | –      | 3      |
| 027.  | Tom Sandberg         | Norwegen           | 1982 | 1984 | 2    | ( 1 )        | 1      | –      | 3      |
| 028.  | Johannes Lamparter   | Österreich         | 2021 | 2023 | 2    | ( 1 )        | –      | 4      | 6      |
| 029.  | Todd Lodwick         | Vereinigte Staaten | 2009 | 2013 | 2    | ( 2 )        | –      | 1      | 3      |
| 029.  | Georg Thoma          | BRD                | 1960 | 1966 | 2    | ( 2 )        | –      | 1      | 3      |
| 031.  | Masashi Abe          | Japan              | 1991 | 1995 | 2    | ( – )        | –      | 1      | 3      |
| 031.  | Kristian Hammer      | Norwegen           | 2001 | 2005 | 2    | ( – )        | –      | 1      | 3      |
| 031.  | Sébastien Lacroix    | Frankreich         | 2013 | 2015 | 2    | ( – )        | –      | 1      | 3      |
| 034.  | Takanori Kōno        | Japan              | 1993 | 1995 | 2    | ( – )        | –      | –      | 2      |
| 034.  | Thomas Müller        | BRD                | 1985 | 1987 | 2    | ( – )        | –      | –      | 2      |
| 034.  | Espen Bjørnstad      | Norwegen           | 2019 | 2021 | 2    | ( – )        | –      | –      | 2      |
| 037.  | Björn Kircheisen     | Deutschland        | 2003 | 2017 | 1    | ( – )        | 8      | 3      | 12     |
| 038.  | Magnus Moan          | Norwegen           | 2005 | 2017 | 1    | ( – )        | 6      | 5      | 12     |
| 039.  | Tino Edelmann        | Deutschland        | 2015 | 2015 | 1    | ( – )        | 6      | 1      | 8      |
| 040.  | Samppa Lajunen       | Finnland           | 1997 | 2003 | 1    | ( – )        | 4      | 3      | 8      |
| 041.  | Jan Schmid           | Norwegen           | 2009 | 2019 | 1    | ( – )        | 3      | 3      | 7      |
| 042.  | Knut Tore Apeland    | Norwegen           | 1993 | 1997 | 1    | ( – )        | 3      | –      | 4      |
| 043.  | Hallstein Bøgseth    | Norwegen           | 1982 | 1987 | 1    | ( – )        | 3      | –      | 4      |
| 044.  | Håvard Klemetsen     | Norwegen           | 2005 | 2015 | 1    | ( – )        | 2      | 4      | 7      |
| 045.  | Trond Arne Bredesen  | Norwegen           | 1987 | 1989 | 1    | ( – )        | 2      | 1      | 4      |
| 045.  | Jari Mantila         | Finnland           | 1995 | 2001 | 1    | ( – )        | 2      | 1      | 4      |
| 047.  | Geir Andersen        | Norwegen           | 1984 | 1985 | 1    | ( – )        | 2      | –      | 3      |
| 048.  | Akito Watabe         | Japan              | 2009 | 2021 | 1    | ( – )        | 1      | 3      | 5      |
| 049.  | Bill Demong          | Vereinigte Staaten | 2007 | 2013 | 1    | ( 1 )        | 1      | 2      | 4      |
| 050.  | Thorleif Haug        | Norwegen           | 1924 | 1926 | 1    | ( 1 )        | 1      | –      | 2      |
| 050.  | Olaf Hoffsbakken     | Norwegen           | 1936 | 1938 | 1    | ( 1 )        | 1      | –      | 2      |
| 050.  | Franz Keller         | BRD                | 1966 | 1968 | 1    | ( 1 )        | 1      | –      | 2      |
| 050.  | Tormod Knutsen       | Norwegen           | 1960 | 1964 | 1    | ( 1 )        | 1      | –      | 2      |
| 050.  | Torbjørn Løkken      | Norwegen           | 1987 | 1987 | 1    | ( 1 )        | 1      | –      | 2      |
| 050.  | Otakar Německý       | Tschechoslowakei   | 1925 | 1927 | 1    | ( 1 )        | 1      | –      | 2      |
| 056.  | Kenneth Braaten      | Norwegen           | 1999 | 2001 | 1    | ( – )        | 1      | –      | 2      |
| 056.  | Wilhelm Denifl       | Österreich         | 2003 | 2013 | 1    | ( – )        | 1      | –      | 2      |
| 056.  | Tapio Nurmela        | Finnland           | 1997 | 1999 | 1    | ( – )        | 1      | –      | 2      |
| 056.  | Halldor Skard        | Norwegen           | 1995 | 1997 | 1    | ( – )        | 1      | –      | 2      |
| 056.  | Klaus Sulzenbacher   | Österreich         | 1991 | 1991 | 1    | ( – )        | 1      | –      | 2      |
| 056.  | Espen Andersen (2)   | Norwegen           | 2021 | 2023 | 1    | ( – )        | 1      | -      | 2      |
| 062.  | Jaakko Tallus        | Finnland           | 2001 | 2007 | 1    | ( – )        | –      | 2      | 3      |
| 062.  | Petter Tande         | Norwegen           | 2005 | 2009 | 1    | ( – )        | –      | 2      | 3      |
| 064.  | Simon Slåttvik       | Norwegen           | 1950 | 1952 | 1    | ( 1 )        | –      | 1      | 2      |
| 065.  | Christoph Bieler     | Österreich         | 2003 | 2005 | 1    | ( – )        | –      | 1      | 2      |
| 065.  | Uwe Dotzauer         | DDR                | 1982 | 1982 | 1    | ( – )        | –      | 1      | 2      |
| 065.  | Michael Gruber       | Österreich         | 2003 | 2005 | 1    | ( – )        | –      | 1      | 2      |
| 065.  | Anssi Koivuranta     | Finnland           | 2007 | 2007 | 1    | ( – )        | –      | 1      | 2      |
| 065.  | Klaus Ofner          | Österreich         | 1991 | 1991 | 1    | ( – )        | –      | 1      | 2      |
| 065.  | Hans-Peter Pohl      | BRD                | 1987 | 1987 | 1    | ( – )        | –      | 1      | 2      |
| 065.  | Maxime Laheurte      | Frankreich         | 2013 | 2015 | 1    | ( – )        | –      | 1      | 2      |
| 065.  | Lukas Greiderer      | Österreich         | 2021 | 2021 | 1    | ( – )        | –      | 1      | 2      |
| 073.  | Marko Baacke         | Deutschland        | 2001 | 2001 | 1    | ( 1 )        | –      | –      | 1      |
| 073.  | Gustl Berauer        | Deutsches Reich    | 1939 | 1939 | 1    | ( 1 )        | –      | –      | 1      |
| 073.  | Rudolf Burkert       | Tschechoslowakei   | 1927 | 1927 | 1    | ( 1 )        | –      | –      | 1      |
| 073.  | Paavo Korhonen       | Finnland           | 1958 | 1958 | 1    | ( 1 )        | –      | –      | 1      |
| 073.  | Arne Larsen          | Norwegen           | 1962 | 1962 | 1    | ( 1 )        | –      | –      | 1      |
| 073.  | Sigurd Røen          | Norwegen           | 1937 | 1937 | 1    | ( 1 )        | –      | –      | 1      |
| 073.  | Ladislav Rygl        | Tschechoslowakei   | 1970 | 1970 | 1    | ( 1 )        | –      | –      | 1      |
| 073.  | Sven Selånger        | Schweden           | 1933 | 1933 | 1    | ( 1 )        | –      | –      | 1      |
| 073.  | Johnny Spillane      | Vereinigte Staaten | 2003 | 2003 | 1    | ( 1 )        | –      | –      | 1      |
| 082.  | Günter Csar          | Österreich         | 1991 | 1991 | 1    | ( – )        | –      | –      | 1      |
| 082.  | Bård Jørgen Elden    | Norwegen           | 1989 | 1989 | 1    | ( – )        | –      | –      | 1      |
| 082.  | Taihei Katō          | Japan              | 2009 | 2009 | 1    | ( – )        | –      | –      | 1      |
| 082.  | Norihito Kobayashi   | Japan              | 2009 | 2009 | 1    | ( – )        | –      | –      | 1      |
| 082.  | Yūsuke Minato        | Japan              | 2009 | 2009 | 1    | ( – )        | –      | –      | 1      |
| 082.  | Tsugiharu Ogiwara    | Japan              | 1995 | 1995 | 1    | ( – )        | –      | –      | 1      |
| 082.  | Sverre Rotevatn      | Norwegen           | 2001 | 2001 | 1    | ( – )        | –      | –      | 1      |
| 082.  | Janne Ryynänen       | Finnland           | 2007 | 2007 | 1    | ( – )        | –      | –      | 1      |
| 082.  | Gunter Schmieder     | DDR                | 1982 | 1982 | 1    | ( – )        | –      | –      | 1      |
| 082.  | Hubert Schwarz       | BRD                | 1985 | 1985 | 1    | ( – )        | –      | –      | 1      |

Weitere mehr als 100 Athleten gewannen seit 1925 Silber- und/oder Bronzemedaillen bei Weltmeisterschaften in der Nordischen Kombination.

### Rangliste Frauen
2 Athletinnen;
| Platz | Name                 | Land     | von  | bis  | Gold | Einzel- Gold | Silber | Bronze | Gesamt |
| ----- | -------------------- | -------- | ---- | ---- | ---- | ------------ | ------ | ------ | ------ |
| 01.   | Gyda Westvold Hansen | Norwegen | 2021 | 2023 | 3    | ( 2 )        | –      | –      | 3      |
| 02.   | Ida Marie Hagen      | Norwegen | 2023 | 2023 | 1    | ( – )        | –      | –      | 1      |

Weitere 7 Athletinnen gewannen seit 2021 Silber- und/oder Bronzemedaillen bei Weltmeisterschaften in der Nordischen Kombination.

### Nationenwertung
Stand: nach den Weltmeisterschaften von Planica 2023 (27. März 2023).

#### Gesamt
| Platz | Land                                                          | von  | bis  | Gold       | Silber     | Bronze         | Gesamt           |
| ----- | ------------------------------------------------------------- | ---- | ---- | ---------- | ---------- | -------------- | ---------------- |
| 01.   | Norwegen                                                      | 1924 | 2023 | 40         | 38         | 25             | 103              |
| 02.   | Deutschland (inkl. / Deutsches Reich) (inkl. DDR) (inkl. BRD) | 1935 | 2023 | 28 (1) (6) | 24 (–) (2) | 19 (1) (7) (2) | 62 (2) (15) (10) |
| 03.   | Österreich                                                    | 1933 | 2023 | 7          | 8          | 17             | 32               |
| 04.   | Finnland                                                      | 1929 | 2021 | 6          | 14         | 8              | 28               |
| 05.   | Frankreich                                                    | 1991 | 2017 | 5          | 2          | 8              | 15               |
| 06.   | Japan                                                         | 1991 | 2023 | 5          | 1          | 6              | 12               |
| 07.   | Vereinigte Staaten                                            | 2003 | 2013 | 4          | 1          | 2              | 7                |
| 08.   | Tschechoslowakei                                              | 1925 | 1970 | 3          | 3          | 1              | 7                |
| 09.   | Schweden                                                      | 1933 | 1956 | 1          | 3          | 1              | 5                |
| 010.  | Russland (inkl. Sowjetunion)                                  | 1960 | 1999 | – (–)      | 4 (4)      | 6 (4)          | 10 (8)           |
| 011.  | Schweiz                                                       | 1925 | 1995 | –          | 2          | 3              | 5                |
| 012.  | Italien                                                       | 2015 | 2015 | –          | 1          | –              | 1                |
| 013.  | Polen                                                         | 1956 | 1974 | –          | –          | 2              | 2                |

#### Einzelwettbewerbe
| Platz | Land                                                          | von  | bis  | Gold           | Silber     | Bronze         | Gesamt          |
| ----- | ------------------------------------------------------------- | ---- | ---- | -------------- | ---------- | -------------- | --------------- |
| 01.   | Norwegen                                                      | 1924 | 2023 | 31             | 26         | 20             | 77              |
| 02.   | Deutschland (inkl. / Deutsches Reich) (inkl. DDR) (inkl. BRD) | 1935 | 2023 | 21 (1) (5) (4) | 13 (–) (2) | 16 (1) (6) (2) | 50 (2) (11) (8) |
| 03.   | Vereinigte Staaten                                            | 2003 | 2009 | 4              | 1          | 1              | 6               |
| 04.   | Finnland                                                      | 1929 | 2021 | 3              | 11         | 5              | 19              |
| 05.   | Tschechoslowakei                                              | 1925 | 1970 | 3              | 3          | 1              | 7               |
| 06.   | Frankreich                                                    | 1995 | 2017 | 2              | 1          | 7              | 10              |
| 07.   | Österreich                                                    | 1933 | 2023 | 2              | 6          | 9              | 16              |
| 08.   | Japan                                                         | 1993 | 2023 | 2              | 1          | 4              | 7               |
| 09.   | Schweden                                                      | 1933 | 1956 | 1              | 3          | 1              | 5               |
| 010.  | Russland (inkl. Sowjetunion)                                  | 1962 | 1999 | – (–)          | 3 (3)      | 3 (2)          | 6 (5)           |
| 011.  | Italien                                                       | 2015 | 2015 | –              | 1          | –              | 1               |
| 012.  | Schweiz                                                       | 1925 | 1968 | –              | 1          | 2              | 3               |
| 013.  | Polen                                                         | 1956 | 1974 | –              | –          | 2              | 2               |

#### Mannschaftswettbewerbe
| Platz | Land                                | von  | bis  | Gold      | Silber | Bronze    | Gesamt |
| ----- | ----------------------------------- | ---- | ---- | --------- | ------ | --------- | ------ |
| 01.   | Norwegen                            | 1982 | 2023 | 9         | 12     | 5         | 26     |
| 02.   | Deutschland (inkl. DDR) (inkl. BRD) | 1982 | 2023 | 7 (1) (2) | 11 (–) | 4 (1) (–) | 22 (2) |
| 03.   | Österreich                          | 1991 | 2023 | 5         | 2      | 8         | 15     |
| 04.   | Frankreich                          | 1991 | 2015 | 3         | 1      | 1         | 5      |
| 05.   | Japan                               | 1991 | 2009 | 3         | –      | 2         | 5      |
| 06.   | Finnland                            | 1982 | 2007 | 2         | 3      | 3         | 8      |
| 07.   | Schweiz                             | 1989 | 1995 | –         | 1      | 1         | 2      |
| 08.   | Russland (inkl. Sowjetunion)        | 1984 | 1999 | – (–)     | – (–)  | 3 (2)     | 3 (2)  |
| 09.   | Vereinigte Staaten                  | 2013 | 2013 | –         | –      | 1         | 1      |